# Гран-Канарія (фільм, 1934)
«Гран-Канарія» (Grand Canary) — американська драма режисера Ірвінга Каммінгса 1934 року.

## У ролях
- Ворнер Бакстер — доктор Гарві Лейт
- Медж Еванс — леді Мері Філдінґ
- Марджорі Рембо — Дейзі Ґемінґвей
- Зіта Йоганн — Сьюзан Трантер
- Роджер Імгоф — Джиммі Коркоран
- Г. Б. Ворнер — доктор Ісмей
- Беррі Нортон — Роберт Трантер
- Джульєтт Комптон — Елісса Бейнгем
- Ґілберт Емері[en] — капітан Рентон
- Джон Роджерс — Тройт
- Джералд Роджерс — Стюард
- Десмонд Робертс — Персер
- Керрі Домері — Маркіза
- Джордж Реґас — Ель Дазо